# Syncthing
 (avril 2016).
Syncthing est une application de  synchronisation de fichiers pair à pair open source disponible pour Windows, Mac, Linux, Android, Solaris, Darwin et BSD. Aucun compte ni enregistrement préalable à l'utilisation auprès d'un tiers (comme les géants du web, ou quelque autre entité) n'est nécessaire, ni même optionnelle. La sécurité et l'intégrité des données sont intégrées dans la conception du logiciel.

## Histoire
| Date       | Version                 | Évolutions |
| ---------- | ----------------------- | --- |
| 2014.02.23 | 0.6                     | |
| 2014.03.30 | 0.7                     | |
| 2014.04.14 | 0.8                     | |
| 2014.08.01 | 0.9                     | |
| 2014.10.08 | 0.10                    | |
| 2015.04.22 | 0.11                    | - Gestion des conflits - Optimisation de l'utilisation CPU - Amélioration des performances lors de la synchronisation de nombreux petits fichiers ou de fichiers très volumineux - Support de la gestion des différences de fichiers par la fonction native du système d'exploitation |
| 2016.11.05 | 0.12 “Beryllium Bedbug” | - Relayage des connexions - Découverte des pairs via HTTPS |
| 2021.02.01 | 1.13.0                  | |

La première publication de l'exécutable remonte au 30 décembre 2013.
En octobre 2014 le fondateur annonça que Syncthing allait être renommé "Pulse". Le 17 novembre, il se rétracta et cessa de travailler avec ind.ie. Pulse d'Ind.ie est maintenant reconnu en tant que version alternative officielle de Syncthing.

## Technologie
Syncthing est écrit en Go et met en œuvre son propre Protocole d'Échange de Blocs (BEP), également open source.
Syncthing est bâti sur le modèle du nuage BYOB (apporte ta bouteille) où les utilisateurs fournissent le matériel sur lequel travaille le logiciel.  Il fonctionne en général comme BitTorrent Sync, dans lequel un plus grand nombre de nœuds du réseau conduit à une plus grande efficacité des transferts si on fournit assez de bande passante.  Il prend en charge IPv6 et le relayage pour IPv4 pour permettre à deux nœuds se trouvant chacun derrière un pare-feu ou passerelle NAT (tels un routeur d'entreprise ou une box Internet) qu'ils ne peuvent pas contrôler de communiquer via un serveur relais.  Le relayage est de même nature que celui du protocole TURN, c'est-à-dire avec un chiffrement TLS de bout en bout entre les nœuds (ainsi les relais ne peuvent pas voir les données, ils ne voient que le flux chiffré, et forcément les adresses IP source et destination sont en clair). On peut aussi avoir son propre serveur relais, public ou privé et s'en servir exclusivement ou en collaboration avec les autres relais publics.
Plusieurs serveurs de découverte, mis à disposition comme les relais par des membres de la communauté des utilisateurs, aident à la mise en relation des nœuds en les dispensant de connaître à l'avance les adresses et port IP de leurs correspondants. Ces serveurs ne relayent pas les données, et comme les relais ils peuvent être publics ou privés.

## Compatibilité
- Android
- GNU/Linux
- NetBSD
- OpenBSD
- Dragonfly
- OS X
- Solaris
- Windows
- Ubuntu Touch[13][source insuffisante]

## Revue par la communauté
- Si vous cherchez une solution facile pour synchroniser des fichiers depuis votre appareil mobile vers votre PC de bureau, Jack Wallen vous montre comment faire avec Syncthing.[3]
- Dans l'épisode 456 de SecurityNow!, l'intervenant Steve Gibson pressent Syncthing comme remplaçant open-source potentiel de BitTorrent‑Sync[14].